# 香港九約竹枝詞
《香港九約竹枝詞》是一首香港民謠、打油詩，於清朝時由兩名任教私塾的客家秀才許永慶和羅文祥寫成。兩人喜結伴而行，遊覽新界及港九的名山大川，將各處風貌一一寫入詞，詞由瀝源之大圍作開端，內容幾及整個新界而至九龍及港島，勾劃出各處之風光特色，猶如一個世紀前的香港地理誌。